# Tin-Akoff
Tin-Akof là một tổng của tỉnh Oudalan ở phía bắc Burkina Faso. Thủ phủ của tổng này là thị xã Tin-Akof. Dân số năm 2006 là 20.827 người.

## Các thị xã và các làng
Bangao, Beldiabé, Fadar-Fadar Nord, Fadar-Fadar Sud, Inabao, Intangom, Intayalene, Kacham-Est, Kacham-Ouest, Massifigui, Menzourou, Rafnamane, Tin-Rhassane I, Tin-Rhassane II, Tin-Zalayanane e Wassakoré.